# Giải bóng đá hạng nhì quốc gia Somalia
 Giải bóng đá hạng nhì quốc gia Somalia là hạng đấu cao thứ hai trong bóng đá Somalia. 
Giải có sự tham gia của 8 câu lạc bộ 

## Câu lạc bộ
Tính đến mùa giải 2013-14:
- Albeder
- Badbaado
- Banaadir Telecom FC
- Dahabshiil
- D.B.G.
- Gantaalaha Afgooye
- Sahafi FC
- Somali Fruit